# Halichaetonotus parvus
Halichaetonotus parvus är en djurart som tillhör fylumet bukhårsdjur, och som först beskrevs av Wilke 1954.  Halichaetonotus parvus ingår i släktet Halichaetonotus och familjen Chaetonotidae. Inga underarter finns listade i Catalogue of Life.